# Nový Dvůr (Veverská Bítýška)
Nový Dvůr je osada a základní sídelní jednotka, součást města Veverská Bítýška v okrese Brno-venkov. Nachází se v Boskovické brázdě, jižně a západně od křižovatky silnic II/386 z Ostrovačic do Veverské Bítýšky a II/384, která zde začíná a pokračuje směrem do Brna-Bystrce. Osada těsně přiléhá ke katastru Bystrce, ve směru od Brna je přístupná ulicí Rakoveckou, která se jí dotýká a leží v podhradí hradu Veveří. Zástavba čítá 29 staveb. Sídlí zde zemědělské středisko Veterinární univerzity Brno.